# United States Range
United States Range är ett berg i Kanada.   Det ligger i territoriet Nunavut, i den nordöstra delen av landet, 4 100 km norr om huvudstaden Ottawa. Toppen på United States Range är 1 860 meter över havet.
Terrängen runt United States Range är bergig västerut, men österut är den kuperad. Trakten runt United States Range är nära nog obefolkad, med mindre än två invånare per kvadratkilometer.. Det finns inga samhällen i närheten.
Trakten runt United States Range är permanent täckt av is och snö.